# Enchanted Tools
Enchanted Tools est une entreprise française de robotique basée à Paris. Elle est fondée en 2021 par Jérôme Monceaux, co-créateur des robots NAO et Pepper, et Samuel Benveniste, ex-directeur adjoint du Broca Living Lab,, et développe des robots capables de se déplacer, de saisir des objets et d'interagir avec leurs utilisateurs,.
L'entreprise revendique le fait d'« ajouter du merveilleux au quotidien » grâce à ses personnages robotiques,, et donne une place importante à la dimension artistique, en faisant appel à des character designers, des scénaristes et autres spécialistes de l'animation 3D,. Elle s'associe également avec Gaumont dans la réalisation d'un court-métrage d'animation accompagnant le dévoilement public de son prototype,.

## Historique
L'entreprise réunit dès sa création un capital d'amorçage de 15 millions d'euros, grâce à des business angels,,, sur la promesse de réaliser en un an un prototype fonctionnel de robot.
Ce premier prototype, qui incarne un personnage nommé Miroki, est dévoilé à la presse et au public lors d'une soirée de lancement le 29 novembre 2022,.
Il est également remarqué par plusieurs médias au CES 2023,, ainsi qu'au festival SXSW à Austin (Texas),.
L'ISIR commande un prototype afin de l'utiliser dans des recherches.
En juin 2023, Enchanted Tools expose ses prototypes de robot à la presse et au public lors du salon VivaTech. Lors d'une conférence à cette occasion, Jérôme Monceaux présente Miroka, un second personnage robotique appartenant au même univers narratif et partage la scène avec Nicolas Castoldi, directeur délégué de l'APHP, qui présente l'intérêt de ce type de robots dans le milieu hospitalier,.
Le même mois, Enchanted Tools est annoncé parmi les lauréats de la première édition du programme French Tech 2030.

## Premier prototype
Le premier prototype de robot de l'entreprise présente à la fois des caractéristiques anthropomorphes et zoomorphes. Il est doté d'une tête et de longues oreilles articulées, d'un visage animé ainsi que de deux bras et de mains capables de saisir des objets dédiés pesant jusqu'à 3 kg.
Ce robot est doté d'un mode de déplacement assez peu répandu en robotique : il se tient en équilibre sur une boule, se stabilisant grâce à trois roues omnidirectionnelles,. Il fait ainsi partie de la catégorie des ballbots.
Le prototype pèse 26 kg et mesure 123 cm,.